# Stélios Yannakópoulos
Stylianós Yannakópoulos (en grec : Στυλιανός Γιαννακόπουλος), ou Stélios Yannakópoulos (Στέλιος Γιαννακόπουλος, souvent transcrit Stélios Giannakopoulos), né le 12 juillet 1974 à Athènes, est un footballeur grec évoluant au poste de milieu.

## Biographie

### En sélection
Il a remporté l'Euro 2004 avec l'équipe de Grèce.

## Carrière
- 1992-1993 : Ethnikos Asteras ( Grèce)
- 1993-1996 : Paniliakos ( Grèce)
- 1996-2002 : Olympiakos ( Grèce)
- 2003-2008 : Bolton Wanderers ( Angleterre)
- 2008-jan 2009 : Hull City ( Angleterre)
- Depuis jan 2009 : AEL Larissa[2] ( Grèce)

## Palmarès
- Vainqueur du Championnat d'Europe de football : 2004 (Grèce).
- Champion de Grèce : 1997, 1998, 1999, 2000, 2001 et 2002 (Olympiakos).
- Finaliste de la Coupe de Grèce : 2001 (Olympiakos).
- Finaliste de la Coupe de la Ligue d'Angleterre : 2004 (Bolton Wanderers).